# Tswana (race bovine)
Pour la langue, voir Tswana.
La tswana est une race bovine sud-africaine. Elle porte aussi les noms de bechuana, sechuana ou setswana en langue tswana. Il existe une race très voisine appelée barotse.

## Origine
Elle est une race très ancienne issue de la branche zébu de Bos taurus (type Sanga). Elle est présente au Botswana, en Namibie et au Zimbabwe depuis son arrivée d'Afrique de l'ouest avec le peuple Tswana qui l'avait domestiquée. Cette race a progressivement absorbée toutes les autres de la région depuis le XIXe siècle.

## Morphologie
Elle porte une robe pie roue ou noire, ou unie (rouge ou noire). Les cornes sont longues en lyre. Elle présente un tronc allongé et musclé sur des jambes fines. 
Les vaches pèsent 360 kg et les taureaux 480 kg.

## Aptitudes
C'est une ancienne race multi usage, de la fourniture de lait, viande et cuir à sa force de travail. Aujourd'hui, elle est principalement élevée pour sa viande. Les éleveurs d'origine européenne ont sélectionné les individus pour donner à la race plus de productivité. 
Elle présente une bonne aptitude de résistance à la chaleur et aux maladies et accepte tout type de fourrage, même médiocre. Son passé ancien lié à l'homme et la sélection opérée sur plusieurs siècles en ont fait une race d'une grande docilité.